# Herb obwodu nadmorskiego

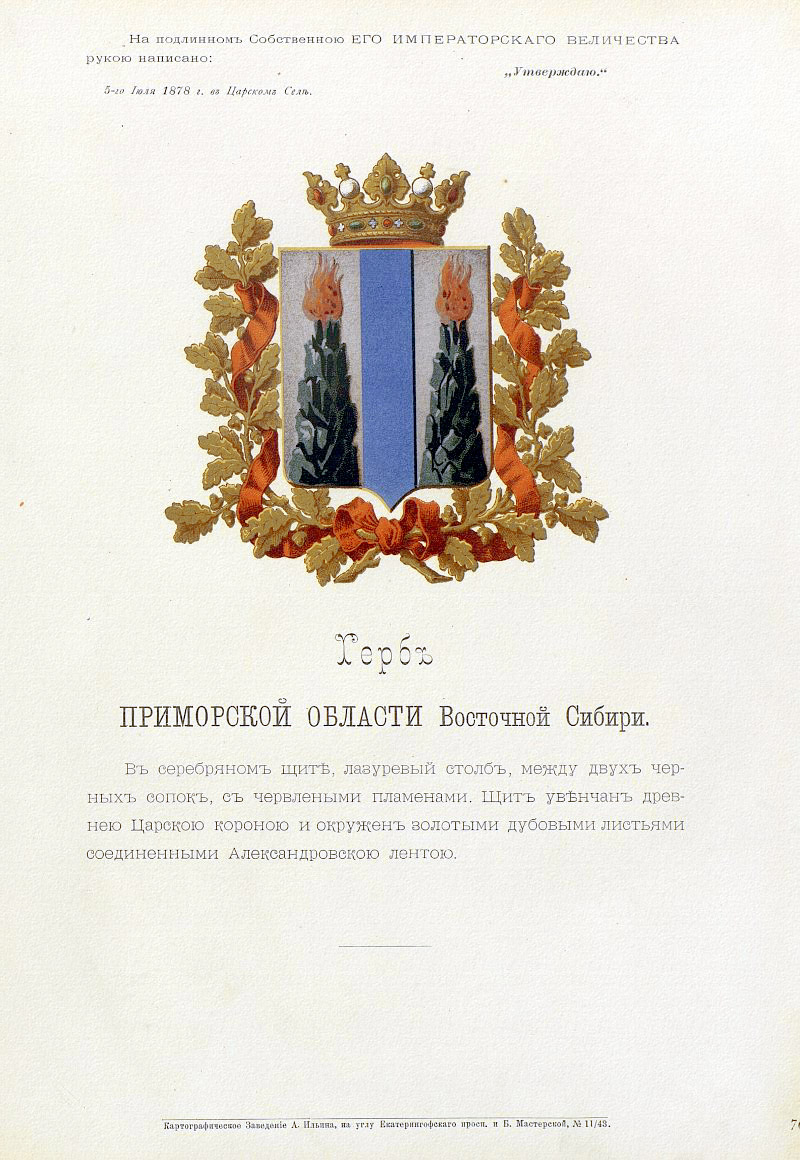
Karta z herbarza A. Benkego z 1880 roku

Herb obwodu nadmorskiego (ros. Герб Приморской области) – symbol obwodu nadmorskiego będącego jednostką administracyjną Imperium Rosyjskiego istniejącą od 1856 roku. Jego wygląd został zatwierdzony 5 lipca 1878 roku. 

## Blazonowanie
W polu srebrnym słup niebieski, po bokach wzgórza czarne z płomieniami czerwonymi. Tarcza zwieńczona koroną carską i otoczona liśćmi dębu złotymi przewiązanymi wstęgą Świętego Aleksandra .

## Opis
Herb stanowi srebrna tarcza francuska, na której widnieje niebieski słup, po którego bokach umieszczone są dwa czarne wzgórza z których szczytów wydostają się płomienie w kolorze czerwonym. Tarcza zwieńczona jest starożytną koroną carską. Herb otoczony jest dwoma złotymi gałązkami dębowymi połączonymi czerwoną wstęgą orderu świętego Aleksandra zawiązaną w kokardę  .

## Historia
4 czerwca 1877 gubernator obwodu nadmorskiego i rada obwodowa otrzymali polecenie opracowania herbu obwodu. Po krótkim czasie rada obwodowa zatwierdziła projekt który przedstawiał złotą tarczę podzieloną na dwie części rzeką z wizerunkiem ryby - symbol rybołówstwa (głównej gałęzi gospodarki obwodu). W górnej części umieszczone zostały dwie kotwice - symbol marynarki wojennej, w dolnej zaś soból - symbol myślistwa i bogactwa regionu. Tarcza zwieńczona miała być koroną cesarską. Projekt ten został przekazany do władz centralnych. 5 lipca 1878 roku został zatwierdzony wzór herbu obwodu zabajkalskiego, jednak zupełnie odmienny od tego, który zaproponowała rada obwodowa .

## Galeria

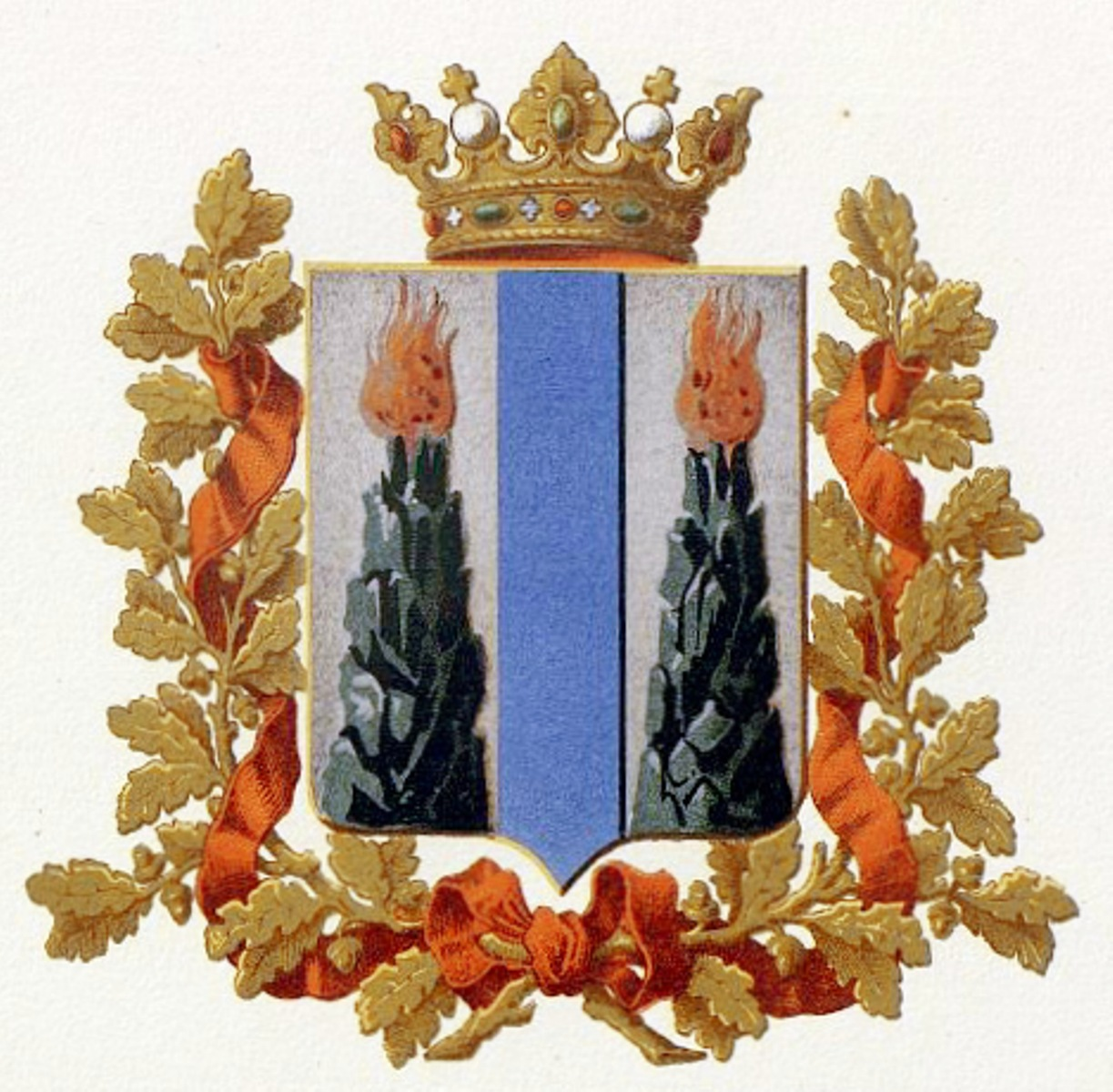
Herb obwodu z herbarza A. Benkego z 1880 roku
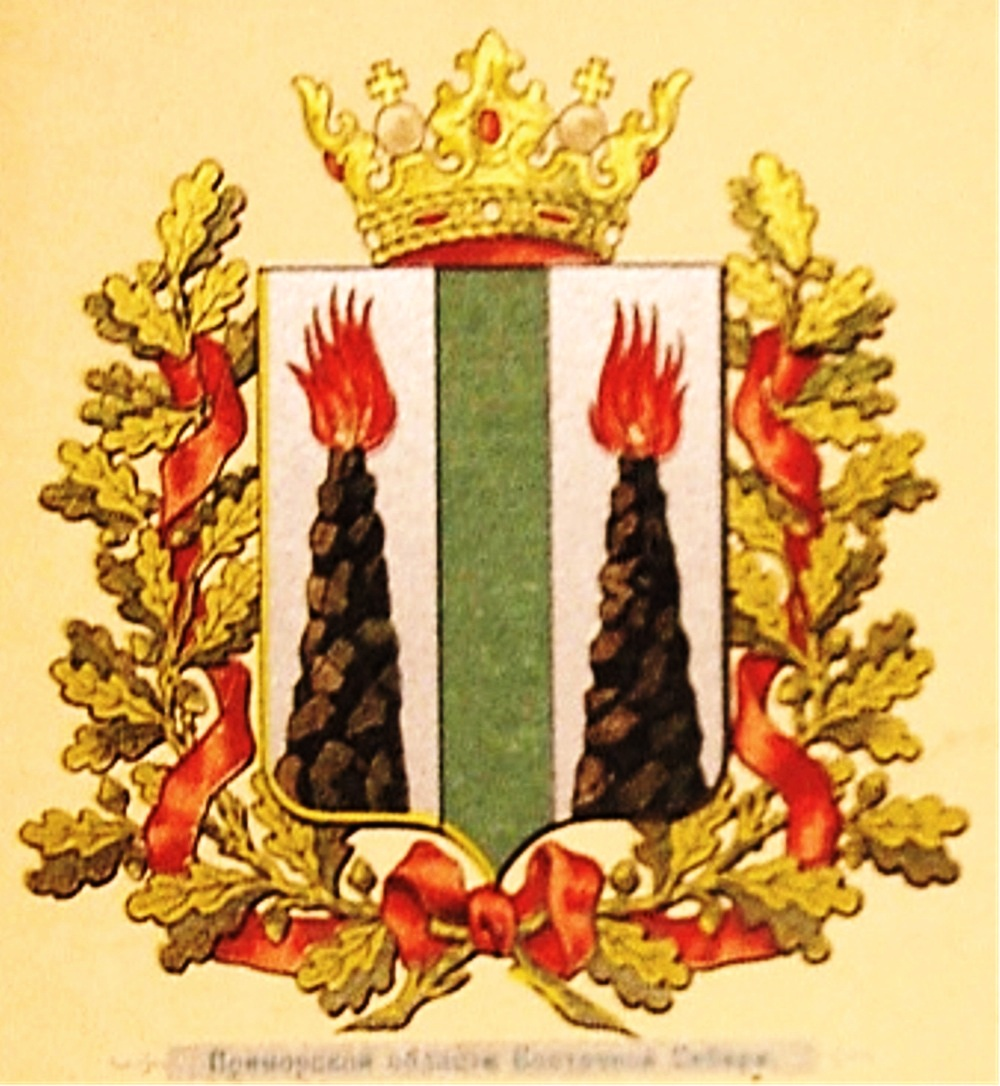
Herb obwodu z herbarza W. Sukaczewa z lat 1878-1881
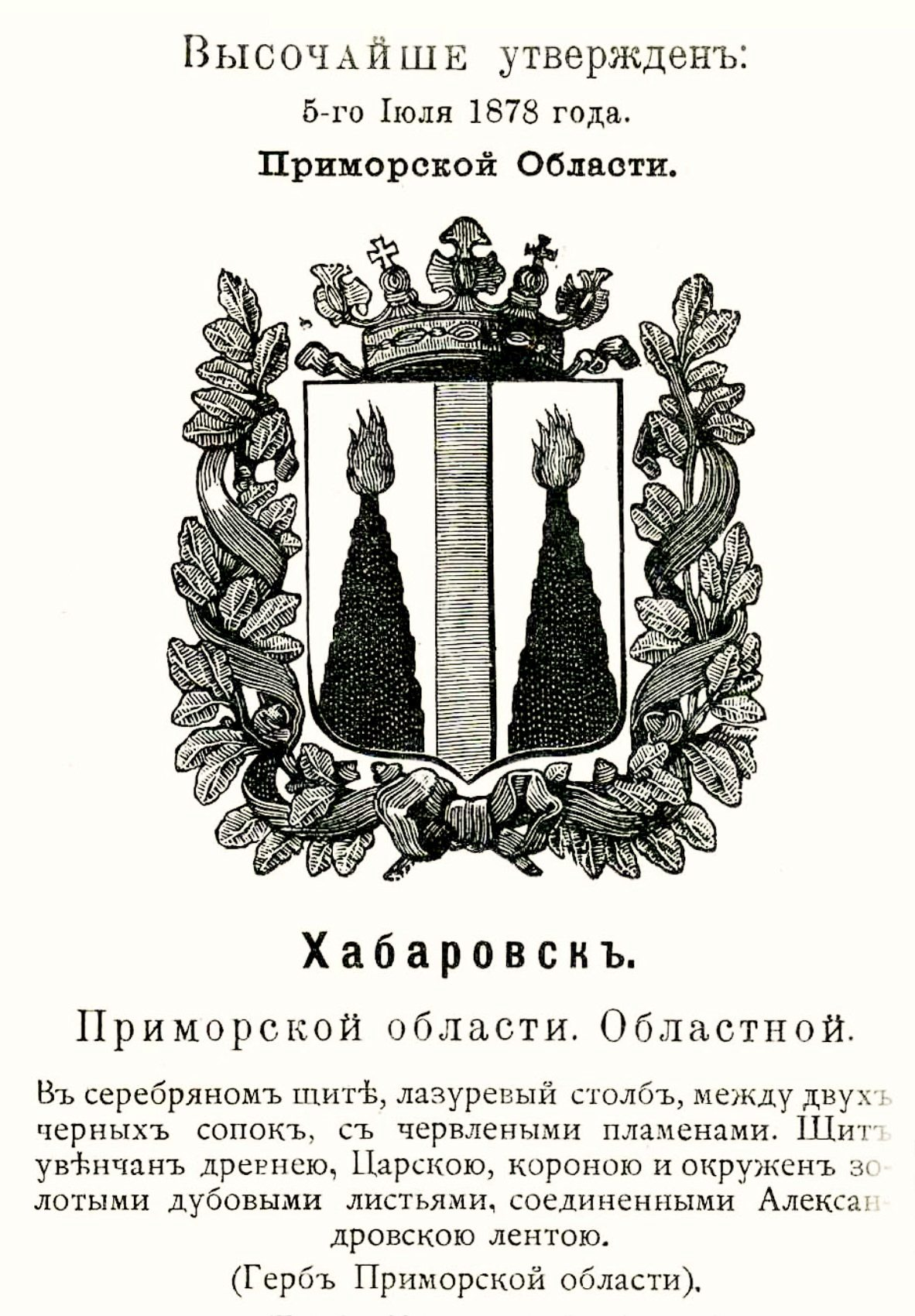
Herb Chabarowska i obwodu nadmorskiego z herbarza P. Winklera z 1899 roku
Herb obwodu sachalińskiego